# Nuoto ai campionati mondiali di nuoto 2007 - 200 metri farfalla femminili
La gara di nuoto dei 200 metri farfalla femminili dei campionati mondiali di nuoto 2007 è stata disputata il 28 e 29 marzo presso la Rod Laver Arena di Melbourne.
Vi hanno preso parte 57 atlete.
La competizione è stata vinta dalla nuotatrice australiana Jessicah Schipper, mentre l'argento e il bronzo sono andati rispettivamente alla statunitense Kimberly Vandenberg e alla polacca Otylia Jędrzejczak.

## Podio
| Posizione | Atleta              | Nazionalità |
| --------- | ------------------- | ----------- |
| Oro       | Jessicah Schipper   | Australia   |
| Argento   | Kimberly Vandenberg | Stati Uniti |
| Bronzo    | Otylia Jędrzejczak  | Polonia     |

## Programma
| Data          | Ora   | Turno      |
| ------------- | ----- | ---------- |
| 28 marzo 2007 | 11:03 | Batterie   |
| 28 marzo 2007 | 20:01 | Semifinali |
| 29 marzo 2007 | 19:50 | Finale     |

## Record
Prima della manifestazione il record del mondo e il record dei campionati erano i seguenti.
| Record mondiale       | 2'05"40 | Jessicah Schipper Australia | 17 agosto 2006 Victoria, Canada |
| Record dei campionati | 2'05"61 | Otylia Jędrzejczak Polonia  | 28 luglio 2005 Montreal, Canada |

Nel corso della competizione non sono stati migliorati.

## Risultati

### Batterie
I migliori 16 tempi accedono alle semifinali
| Pos. | Batteria | Corsia | Atleta                             | Nazionalità   | Tempo   | Note |
| ---- | -------- | ------ | ---------------------------------- | ------------- | ------- | ---- |
| 1    | 8        | 8      | Audrey Lacroix                     | Canada        | 2:08.12 | Q    |
| 2    | 6        | 4      | Otylia Jędrzejczak                 | Polonia       | 2:08.38 | Q    |
| 3    | 6        | 5      | Kimberly Vandenberg                | Stati Uniti   | 2:08.63 | Q    |
| 4    | 6        | 2      | Sara Isaković                      | Slovenia      | 2:08.69 | Q    |
| 5    | 7        | 3      | Jiao Liuyang                       | Cina          | 2:09.33 | Q    |
| 6    | 8        | 5      | Yurie Yano                         | Giappone      | 2:09.58 | Q    |
| 7    | 7        | 5      | Felicity Galvez                    | Australia     | 2:09.67 | Q    |
| 8    | 7        | 4      | Yūko Nakanishi                     | Giappone      | 2:09.69 | Q    |
| 9    | 8        | 4      | Jessicah Schipper                  | Australia     | 2:09.83 | Q    |
| 10   | 6        | 7      | Yana Martynova                     | Russia        | 2:09.90 | Q    |
| 11   | 6        | 6      | Aurore Mongel                      | Francia       | 2:10.19 | Q    |
| 12   | 7        | 2      | Jessica Dickons                    | Gran Bretagna | 2:10.40 | Q    |
| 13   | 8        | 7      | Hye Ra Choi                        | Corea del Sud | 2:10.85 | Q    |
| 14   | 8        | 6      | Beatrix Boulsevicz                 | Ungheria      | 2:10.87 | Q    |
| 15   | 7        | 1      | You Ri Kown                        | Corea del Sud | 2:11.15 | Q    |
| 16   | 7        | 7      | Terri Dunning                      | Gran Bretagna | 2:11.65 | Q    |
| 17   | 6        | 3      | Mary DeScenza                      | Stati Uniti   | 2:11.73 |      |
| 18   | 8        | 3      | Francesca Segat                    | Italia        | 2:11.88 |      |
| 19   | 7        | 6      | Caterina Giacchetti                | Italia        | 2:11.99 |      |
| 19   | 7        | 8      | Natal'ja Sutjagina                 | Russia        | 2:11.99 |      |
| 21   | 8        | 1      | Mackenzie Downing                  | Canada        | 2:12.34 |      |
| 22   | 5        | 5      | Georgina Bardach                   | Argentina     | 2:12.45 |      |
| 22   | 6        | 8      | Mireia Belmonte                    | Spagna        | 2:12.45 |      |
| 24   | 5        | 2      | Keri-Leigh Shaw                    | Sudafrica     | 2:12.49 |      |
| 25   | 5        | 8      | Sara Oliveira                      | Portogallo    | 2:12.61 |      |
| 26   | 5        | 6      | Sara Madeira                       | Portogallo    | 2:13.32 |      |
| 27   | 6        | 1      | Deng Biying                        | Cina          | 2:13.88 |      |
| 28   | 5        | 3      | Petra Granlund                     | Svezia        | 2:14.10 |      |
| 29   | 8        | 2      | Sarah Bey                          | Francia       | 2:14.83 |      |
| 30   | 4        | 5      | Birgit Koschischek                 | Austria       | 2:15.90 |      |
| 31   | 3        | 3      | Heather Brand                      | Zimbabwe      | 2:15.91 |      |
| 32   | 4        | 3      | Sarah Hadj Aberrahmane             | Algeria       | 2:18.22 |      |
| 33   | 4        | 6      | Andreína Pinto                     | Venezuela     | 2:18.96 |      |
| 34   | 4        | 2      | Maria Rodriguez                    | Venezuela     | 2:19.20 |      |
| 35   | 4        | 4      | Ting Wen Quah                      | Singapore     | 2:19.27 |      |
| 36   | 5        | 1      | Denisa Smolenova                   | Slovacchia    | 2:19.59 |      |
| 37   | 4        | 7      | Maria Gandionco                    | Filippine     | 2:20.98 |      |
| 38   | 3        | 2      | Pooja Raghava Alva                 | India         | 2:23.25 |      |
| 39   | 4        | 8      | Angela Galea                       | Malta         | 2:23.91 |      |
| 40   | 3        | 1      | Ira Kurniawan                      | Indonesia     | 2:24.37 |      |
| 41   | 3        | 5      | Yih Shiuan Chan                    | Macao         | 2:24.45 |      |
| 42   | 2        | 2      | Simona Muccioli                    | San Marino    | 2:24.87 |      |
| 43   | 3        | 7      | Monika Spasova                     | Macedonia     | 2:27.03 |      |
| 44   | 3        | 8      | Madhavi Gir Govind                 | India         | 2:27.90 |      |
| 45   | 2        | 4      | Ana Guadalupe Hernandez Duarte     | El Salvador   | 2:28.26 |      |
| 46   | 3        | 4      | Lynette Lim                        | Singapore     | 2:28.51 |      |
| 47   | 4        | 1      | Thi Hanh Phan                      | Vietnam       | 2:30.13 |      |
| 48   | 1        | 4      | Tojohanitra Andriamanjatoarimanana | Madagascar    | 2:32.41 |      |
| 49   | 2        | 7      | Maftunabonu Tuhtasinova            | Uzbekistan    | 2:34.01 |      |
| 50   | 3        | 6      | Cai Lin Khoo                       | Malaysia      | 2:35.18 |      |
| 51   | 2        | 5      | Darja Pop                          | Montenegro    | 2:35.40 |      |
| 52   | 2        | 3      | Layla Alghul                       | Giordania     | 2:35.86 |      |
| 53   | 1        | 5      | Prisca Rose                        | Mauritius     | 2:36.21 |      |
| 54   | 1        | 3      | Binta Zahra Diop                   | Senegal       | 2:49.48 |      |
| -    | 5        | 4      | Nina Dittrich                      | Austria       | DNS     |      |
| -    | 2        | 6      | Noufissa Chbihi                    | Marocco       | dq      |      |
| -    | 5        | 7      | Gabriella Fagundez                 | Svezia        | dq      |      |

### Semifinali
I migliori 8 tempi accedono alla finale
| Pos. | Batteria | Corsia | Atleta              | Nazionalità   | Tempo   | Note |
| ---- | -------- | ------ | ------------------- | ------------- | ------- | ---- |
| 1    | 2        | 2      | Jessicah Schipper   | Australia     | 2:07.72 | Q    |
| 2    | 2        | 5      | Kimberly Vandenberg | Stati Uniti   | 2:08.06 | Q    |
| 3    | 2        | 3      | Jiao Liuyang        | Cina          | 2:08.20 | Q    |
| 4    | 2        | 4      | Audrey Lacroix      | Canada        | 2:08.42 | Q    |
| 5    | 1        | 4      | Otylia Jędrzejczak  | Polonia       | 2:08.57 | Q    |
| 6    | 1        | 5      | Sara Isaković       | Slovenia      | 2:09.15 | Q    |
| 7    | 1        | 6      | Yūko Nakanishi      | Giappone      | 2:09.21 | Q    |
| 7    | 2        | 7      | Aurore Mongel       | Francia       | 2:09.21 | Q    |
| 9    | 2        | 6      | Felicity Galvez     | Australia     | 2:09.49 |      |
| 10   | 1        | 3      | Yurie Yano          | Giappone      | 2:10.03 |      |
| 11   | 1        | 2      | Yana Martynova      | Russia        | 2:10.45 |      |
| 12   | 2        | 1      | Hye Ra Choi         | Corea del Sud | 2:10.52 |      |
| 13   | 1        | 7      | Jessica Dickons     | Gran Bretagna | 2:11.32 |      |
| 14   | 1        | 1      | Beatrix Boulsevicz  | Ungheria      | 2:12.07 |      |
| 15   | 2        | 8      | You Ri Kown         | Corea del Sud | 2:12.42 |      |
| 16   | 1        | 8      | Terri Dunning       | Gran Bretagna | 2:13.08 |      |

### Finale
| Pos. | Corsia | Atleta              | Nazionalità | Tempo   | Note |
| ---- | ------ | ------------------- | ----------- | ------- | ---- |
|      | 4      | Jessicah Schipper   | Australia   | 2:06.39 |      |
|      | 5      | Kimberly Vandenberg | Stati Uniti | 2:06.71 |      |
|      | 2      | Otylia Jędrzejczak  | Polonia     | 2:06.90 |      |
| 4    | 3      | Jiao Liuyang        | Cina        | 2:07.22 |      |
| 5    | 6      | Audrey Lacroix      | Canada      | 2:07.73 |      |
| 6    | 1      | Yūko Nakanishi      | Giappone    | 2:09.43 |      |
| 7    | 7      | Sara Isaković       | Slovenia    | 2:09.66 |      |
| 8    | 8      | Aurore Mongel       | Francia     | 2:13.61 |      |